# Claude Olivier Gallimard
Claude Olivier Gallimard (Paris ou Troyes, 1719 — Paris, 1774) est un graveur et dessinateur français.

## Biographie

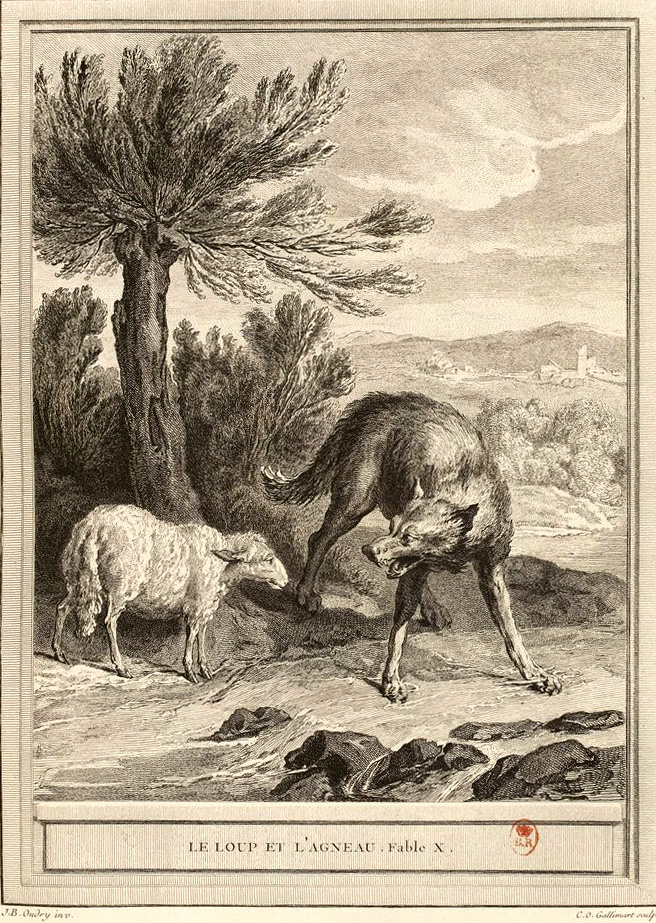
Le Loup et l'Agneau, illustration pour les Fables de La Fontaine (c. 1755-1759).

Claude Olivier Gallimard naît à Paris ou à Troyes en 1719.
Il commence à être actif en 1733, effectuant de nombreuses illustrations dans des traités d'architecture comme ceux de Jean-François Blondel ou autres, comme les Fables de La Fontaine.
En 1744 il s'installe à Rome, où il reçoit une bourse de l'Académie de France à Rome. Son directeur, Jean-François de Troy, lui passe plusieurs commandes.
Gallimard rentre en France en 1751 et est nommé associé de l'Académie royale de peinture et de sculpture l'année suivante mais ne devient jamais académicien.
Claude Olivier Gallimard meurt à Paris le 2 mars 1774.

## Œuvre
Selon le Bénézit, son œuvre gravé est « considérable » ; il grave des scènes de genre, des sujets religieux et des allégories. Galimard travaille à Rome.